# 吉美侯部
吉美侯部（きみこべ）または吉弥侯部（きみこべ）、は古代日本における部民およびその氏である。

## 概略
太田亮は吉弥侯部（君子部）の「君」を東国においては上毛野君、下毛野君を指すと見ている
『六国史』（『類聚国史』の補分を含む）には吉弥侯部や吉弥侯（君子部、君子）を氏とする人物の記述が時折見られる。『続日本紀』では公民や官人としての君子氏や君子部氏、吉弥侯部氏、吉弥侯氏が記載されているが、類聚国史の「俘囚」の項には多くの吉弥侯部氏や吉弥侯氏が俘囚として記録されており、『続日本後紀』以降では俘囚以外にも賊首や賊主としての吉弥侯部氏、吉弥侯氏の記録がある。これら六国史の実際の記載としては「陸奥国俘囚」「陸奥国賊首」「出羽国俘囚」「常陸国俘囚」「甲斐国俘囚」「甲斐国賊主」「越中国俘囚」「摂津国俘囚」「播磨国俘囚」「伊予国俘囚」「安芸国俘囚長」「因幡国俘囚」「出雲国俘囚」「豊前国俘囚」「豊後国俘囚」とされているが、その殆どは何らかの功を挙げ位階を賜った記事となっている。これらの人物の中には、尾張国、駿河国、阿波国へ移配された者もあった。
また「陸奥国人」「出羽国人」「常陸国人」「下野国人」「伊予国人」「豊後国人」「肥前国人」ほか「吉弥侯何某の女」などとされる「吉弥侯部氏」「吉弥侯氏」については、吉弥侯部氏や吉弥侯氏出自の人物を高評し（「女」の場合は夫への貞節を尽くしたことを礼賛し）、勲等や姓を賜わったり課税を免除されるなどの記事が見られる。
正倉院所蔵の「陸奥国戸口損益帳」に「君子部阿佐麻呂」「君子部久波自」の名がみられる ように本来は「君子部」であったとものとみられるが、天平勝宝9歳（757年3月）に「吉美侯部」に改称された。以後、文献には「吉弥候部」の表記も多く、8世紀後半の陸奥国の人物として吉弥侯部真麻呂（きみこべのままろ）、吉弥侯伊佐西古（きみこのいさせこ）らの名が史料に現れる。
毛野氏一族の吉弥侯部氏（君子、浮田国造）がその伴造だったと考えられており、賜姓の際には多く「上毛野」某公、「下毛野」某公の氏名を賜っている。一例としては陸奥国信夫郡の外従八位吉弥侯部足山守（きみこべのあしやまもり）が上毛野鍬山公（かみつけのくわやまのきみ）を賜ったことがある。吉弥侯部のうち、一部の者は中央に貢進され、朝廷や貴族などに仕えて雑役に従事した。吉美侯部（吉弥侯部）が東北地方以外にも各地に広く分布するのは、律令国家が俘囚を全国に配して内民化をはかったためだと考えられる。奈良時代後半の吉弥侯横刀（きみこのたち）は近衛府の判官（近衛将監）から上野介へと昇進し、「下毛野朝臣」を賜姓されている。
『陸奥話記』には、前九年合戦の際の陣立てにおいて、七陣より成る安倍氏征討軍のうち、第三陣を率いた荒川太郎吉彦秀武（清原武則の甥で娘婿）、第六陣を率いた斑目四郎吉美侯武忠（吉彦秀武の弟）の名がみえ、「吉美侯（吉彦）」の名で大軍を率い、出羽清原氏の姻族として出羽国山北三郡のなかで一定の勢威をほこり、劣勢であった源頼義・義家父子による征服戦争をようやく勝利に導く要因となったなど「地方軍事貴族」と呼んでよい事績が注目される。

## 出自
『新撰姓氏録』では上毛野朝臣と吉美侯部とを同祖としており、これについて疑わしいとする説もあるが、系図や祭祀から同族であることは正しいとする説もある。その祖は成務天皇の時代に陸奥へ進出し、浮田国造となった鹿我別命（巫別）で、一般に毛野氏祖の御諸別王の子とされている。
なお、毛野氏のほかに東北地方に勢力を伸ばした古代氏族には大伴氏や阿倍氏、中臣氏があった。丈部（はせつかべ）の人びとが賜姓される場合は阿部氏、大伴部の人びとは大伴氏が多かった。

## 経緯
六国史（類聚国史の補文を含む）における君子部、吉美侯部、吉弥侯部氏の足跡は以下のとおり。

### 続日本紀
- 715年〈霊亀元年〉3月25日 - 相模国足上郡の人で丈部造智積と君子尺麻呂を郷里で表彰し、終身無税とした。孝行を旌表したものである。
- 724年〈神亀元年〉2月22日 - （前略）従七位下大伴直南淵麻呂、従八位下錦部安麻呂、無位烏安麻呂、外従七位上角山君内麻呂。外従八位下大伴直國持。外正八位上壬生直國依。外正八位下日下部使主荒熊、外従七位上香取連五百嶋、外正八位下大生部直三穂麻呂、外従八位上君子部立花、外正八位上史部虫麻呂、外従八位上大伴直宮足らは、陸奥国鎮所に私穀を献じたので、外従五位下を授けた。
- 725年〈神亀2年〉1月22日 - 聖武天皇は朝廷にて征夷将軍ら1,696人に勲位を叙する詔を行った。それぞれに（功績に応じて）差をつけた。正四位上藤原朝臣宇合は従三位勳二等に、従五位上大野朝臣東人は従四位下勳四等に、従五位上高橋朝臣安麻呂は正五位下勳五等に、従五位下中臣朝臣廣見は従五位上勳五等に、従七位下後部王起、正八位上佐伯宿称首麻呂、五百原君虫麻呂、従七位下君子龍麻呂、従八位上出部直佩刀、少初位上紀朝臣牟良自、正八位上田辺史難波、従六位下坂本朝臣宇頭麻佐、外従六位上丸子大國、外従八位上國覓忌寸勝麻呂ら10人は勳六等に叙し、賜田2町を与えた。
- 733年〈天平5年〉9月23日 - 遠江国榛原郡の人君子部眞塩の女（娘）は一度に三つ子の男子を産んだ。大税200束と乳母1人を賜った。
- 752年〈天平勝宝4年〉6月17日 - 外正六位下君子部和氣、遠田君小捄、遠田君金夜を外従五位下に叙した。（後略）
- 757年〈天平宝字元年〉3月27日 - 孝謙天皇は、「これより後、君子部を改めて吉美侯部とする」と勅した。
- 764年〈天平神護元年〉3月16日 - 従六位下多朝臣犬養を従五位下とした。尾張国、三河国、播磨国、石見国、紀伊国、阿波国等が飢饉となったので、これを助けた。越前国足羽郡の人である、従五位下益田縄手に益田連を、外従五位下、吉弥侯根麻呂ら4人に下毛野公を、外従五位下葛木毘登大床ら7人に葛木宿禰の姓を賜った。
- 767年〈神護景雲元年〉
  - 7月19日 - 正五位上右少弁造西大寺次官である大伴宿祢伯麻呂を駿河守とし、これを兼務させた。陸奥国宇多郡の人である外正六位上勳十等吉弥侯部石麻呂に上毛野陸奥公の姓を賜った。
  - 10月15日 - 称徳天皇は以下のように勅した。「陸奥国の奏上を見るに、伊治城を築城し始めてから30日にも満たずに完成したようである。朕はこれを大変な偉業だと思う。夫れは、危険に臨み生命を忘れた忠勇の現れである。天命をまっとうしたため早期に成功を成したものである。築城は単に外敵を制するだけでなく、国境防衛の負担を減らし、辺境を安んじることを可能とするものである。若し昇進させなかったら、どうして後の者にこれを勧められようか。身の危険を顧みずに忠節を尽くした者をいたわり宜しく酬、賞、式を加えるものとする。従四位下田中朝臣多太麻呂に正四位下、正五位下石川朝臣名足、大伴宿祢益立に正五位上、従五位下上毛野朝臣稲人、大野朝臣石本に従五位上を授け、外従五位下道嶋宿祢三山は築城の首長としてかかる計画を立て築造を成し今このような美功となったので、特に従五位上を賜り、また外従五位下吉弥侯部眞麻呂は先を争って殉国し遂に狄徒を馴服帰順せしめたので特に外正五位下に進階させる。このほか、諸軍の軍毅以上の者、諸国の軍士、蝦夷の俘囚等で築城に協力的に取り組んだ叙位者は、鎮守将軍が宜しく評定して奏聞すること。」
- 769年〈神護景雲3年〉3月13日 - 陸奥国白河郡の人で外正七位上の丈部子老、賀美郡の人で丈部国益、標葉郡の人で正六位上の丈部賀例努ら10人に阿倍陸奥臣、安積郡の人で外従七位下の丈部直継足に阿倍安積臣、信夫郡の人で外正六位上の丈部大庭らに阿倍信夫臣、柴田郡の人で外正六位上の丈部嶋足に安倍柴田臣、会津郡の人で外正八位下の丈部庭虫ら2人に阿倍会津臣、磐城郡の人で外正六位上の丈部山際に於保磐城臣、牡鹿郡の人で外正八位下の春日部奥麻呂ら3人に武射臣、亘理郡の人で外従七位上の宗何部池守ら3人に湯坐亘理連、白河郡の人で外正七位下の靭大伴部継人、黒川郡の人で外従六位下の靭大伴部弟虫ら8人に靭大伴連、行方郡の人で外正六位下の大伴部三田ら4人に大伴行方連、苅田郡の人で外正六位上の大伴部人足に大伴苅田臣、柴田郡の人で外従八位下の大伴部福麻呂に大伴柴田臣、磐瀬郡の人で外正六位上の吉弥侯部人上に磐瀬朝臣、宇多郡の人で外正六位下の吉弥侯部文知に上毛野陸奥公、名取郡の人で外正七位下の吉弥侯部老人、賀美郡の人で外正七位下の吉弥侯部大成ら9人に上毛野名取朝臣、信夫郡の人で外従八位下の吉弥侯部足山守ら7人に上毛野鍬山公、新田郡の人で外大初位上の吉弥侯部豊庭に上毛野中村公、信夫郡の人で外少初位上吉弥侯部広国に下毛野静戸公、玉造郡の人で外正七位上の吉弥侯部念丸ら7人に下毛野俯見公の姓を賜った。これは、大国造の道嶋宿祢嶋足の申請によるものである。
- 773年〈宝亀4年〉1月15日 - 出羽国の人で正六位上の吉弥侯部大町に外従五位下を授けた。軍粮を援助したことによる。
- 777年〈宝亀8年〉12月14日 - 初め、陸奥鎮守将軍の紀朝臣廣純が「志波村の賊が蟻のように結集して欲しいがままに毒しました。出羽国は軍を出してこれに与し戦いましたが敗退しました。」と言上したので、近江介従五位上の佐伯宿祢久良麻呂を鎮守権副将軍とし、出羽国を平定するよう命令した。正五位下勳五等の紀朝臣廣純に従四位下勳四等を、従五位上勳七等の佐伯宿祢久良麻呂に正五位下勳五等、外正六位上吉弥侯伊佐西古および第二等の伊治公呰麻呂に外従五位下、勳六等の百済王俊哲に勳五等を授けた。それぞれに差があった。
- 778年〈宝亀9年〉6月25日 - 陸奥國および出羽国の国司以下、征戦に功の有った者2,267人が爵された。（宝亀8年12月14日の条の昇叙と同じ内容） 賜爵を受けられなかった者には禄が授けられ、これにも差が有った。父が戦死した子もまた例に依り叙された。
- 779年〈宝亀10年〉
  - 1月13日 - 従五位上の紀朝臣船守に正五位上、従六位下の吉弥侯横刀に外從五位下を授けた。
  - 9月4日 - （前略）外従五位下の吉弥侯横刀が将監とされた。（後略）
- 783年〈延暦2年〉
  - 1月20日 - 紀朝臣木津魚、吉弥侯横刀ら8人は早朝から夜まで公庁に在り、勤めて怠らなかった。これにより詔があり進爵した。従五位下紀朝臣木津魚に従五位上、外從五位下吉弥侯横刀、正六位上橘朝臣入居、三嶋真人名継に従五位下、正六位上出雲臣嶋成、嶋田臣宮成、筑紫史廣嶋、津連真道に外從五位下を授けた。
  - 2月25日 - （前略）従五位下吉弥侯横刀を上野介とした。（後略）
  - 3月21日 - 従五位下吉弥侯横刀、正八位下吉弥侯夜須麻呂に下毛野朝臣の姓を賜った。また外正八位上吉弥侯間人、同姓の総麻呂に下毛野公の姓を賜った。

### 日本後紀（類聚国史や日本紀略による補を含む）
- 792年〈延暦11年〉
  - 10月1日 - 陸奥国の俘囚である吉弥侯部真麻呂、大伴部宿奈麻呂を外従五位下に叙した。これは外虜への懐柔である。〔類聚国史、日本紀略〕
  - 11月3日 - 陸奥国の夷俘である爾散南公阿波蘇、宇漢米公隠賀、俘囚である吉弥侯部荒嶋らを朝堂院にて饗応した。阿波蘇、隠賀には爵第一等、荒嶋には外従五位下を授けた。（後略）〔類聚国史〕
- 795年〈延暦14年〉5月10日 - 俘囚である大伴部阿弖良ら妻子親族66人を日向国に配流した。俘囚である外従五位下吉弥侯部真麻呂父子2人を殺害したためである。〔類聚国史〕
- 799年〈延暦18年〉12月16日 - （前略）陸奧国が、「俘囚である吉弥侯部黒田と妻の吉彌侯部田苅の女（娘）、吉彌侯部都保呂と妻の吉彌侯部留志の女（娘）らは未だに野心を改めず、賊地を往還しています」と言上してきたので、身を禁じて駅沿いに進めて送り、土佐国に配流した。
- 803年〈延暦22年〉4月25日 - 摂津国の俘囚である勲六等吉弥侯部子成ら男女8人と、陸奥国の勲六等吉弥侯部押人ら男女8人が、雄谷の姓を賜った。〔類聚国史〕
- 805年〈延暦24年〉10月23日 - 播磨国の俘囚である吉弥侯部兼麻呂、吉弥侯部色雄ら10人が種子島に配流となった。野心を改めず、しばしば朝憲に違反したためである。
- 811年〈弘仁2年〉
  - 4月4日 - 陸奧国の人で外正六位下の志太連宮持、俘の吉弥侯部小金に外従五位下を授けた。勇敢を褒章するためである。
  - 7月14日 - 嵯峨天皇は、征夷将軍で正四位上兼陸奧出羽按察使の文室朝臣綿麻呂らに以下のように勅した。「7月4日の奏状に、『俘軍千人を吉弥侯部於夜志閇らに委ね弊伊村を襲伐すべきである。』とあるが、弊伊村には俘類が巨多おり、若し偏軍をもって討伐に臨めば、機を失う事が恐れられる。そこで、両国からそれぞれ俘軍各1,000人を発し、次の8、9月の間に左右両翼から張り出して前後に奮闘して欲しい。宜しく副将軍および両国司らと再三評議し、ともに書状にて奏上すること。国の大事なので軽率な戦略を執ってはならない。」
  - 7月29日 - 右京の人で正六位上の朝原忌寸諸坂、山城国の人で大初位下の朝原忌寸三上らが宿禰の姓を賜った。出羽国が以下のように奏上した。「邑良志閇村の降俘である吉弥侯部都留岐が申し云うに、『私たちは弐薩体村の夷である伊加古らと久しく仇怨の関係にあります。今、伊加古らは練兵して整衆し都母村に居し、弊伊村の夷とともに私たちを討伐しようとしています。そこで伏して兵粮を請い、先に登って襲撃しようと思います』とのことです。私どもが考えるに、賊をもって賊を征伐するのは軍国の利です。そこで、米100斛を与えて奨励したいと思います」と。これを許可した。
- 813年〈弘仁4年〉2月21日 - 従五位上紀朝臣咋麻呂を刑部大輔とし、従五位上大枝朝臣永山を肥後守とした。伊予国の人で勳六等の吉弥侯部勝麻呂と吉弥侯部佐奈布留の2人に野原の姓を与えた。
- 814年〈弘仁5年〉
  - 1月19日 - 外従六位下の牡鹿連息継、俘囚の勲六等吉弥侯部奈伎宇、吉弥侯部麻須および吉弥侯部弖僅奈に外従五位下を授けた。〔類聚国史〕
  - 2月15日 - （前略）出雲国の俘囚である吉弥侯部高来および吉弥侯部俊子に各々稲300束を与えた。荒橿の乱に遭遇し妻子が被害に合ったためである。〔類聚国史〕
- 816年〈弘仁7年〉3月21日 - （前略） 勲六等吉弥侯部呰子に外従五位下を授けた。
- 817年〈弘仁8年〉
  - 4月29日 - 常陸国の人で長幡部福良の女に少初位上を授け、戸田の租を終身免除とした。その貞節の行によるものである。福良の女者とは、同郡の吉弥侯部就忠の妻である。夫が亡くなった後、号泣し続け、道行く人に哀れに感じさせた。〔類聚国史〕
  - 7月5日 - 陸奥国が「俘の吉弥侯部等波醜らが帰降しました」と言上した。嵯峨天皇は「此の虜逋は久しく逃亡して気ままに生活していた。今、陸奥守の小野朝臣岑守らはその野心を優しめて、朝廷の声に服することを教えしめた。その懐柔策は誠に以て嘉ばしいことである」と勅した。〔類聚国史〕
  - 9月20日 - 陸奥国が以下のように言上した。「謀反を起こした俘である吉弥侯部於夜志閇ら61人を捕え例に依りその身柄を進上するところですが、犬羊の情である彼らでありながら、なお妻子を思っています。そこで、城下に留め、その妻子を招くことを伏して望みます」と。　これを許可した。〔類聚国史、日本紀略〕
- 820年〈弘仁11年〉6月11日 - 因幡国の俘囚である吉弥侯部決奈閇ら6人を土佐国に移送した。百姓牛馬を盗んだためである。〔類聚国史〕
- 822年〈弘仁13年〉9月26日 - 常陸国が以下のように言上した。「俘囚である吉弥侯部小槻麻呂が、『私たちが朝廷に帰順して20年が経過しました。ようやく皇風に馴染み、生計を立てることが出来るようになりました。そこで、伏して戸民として編入し、永く課役者として従事することを望みます』と云っています」と。嵯峨天皇は以下のように勅した。「仰化の情は信が有り哀れむべきことである。宜しく公戸に附することを許可する。ただし課役は科さないものとする」と。〔類聚国史〕
- 823年〈弘仁14年〉
  - 3月19日 - 下野国芳賀郡の人である吉弥侯部道足の女（娘）が少初位上を授かり、その田の租税を終身免除し、門閭に褒章に至った行いが標された。道足の女とは、同郡の少領である下野公豊継の妻である。夫の死後、再婚しないことを誓い、常に墓の側にあって哭声を絶やさなかった。〔類聚国史〕
  - 5月5日 - 甲斐国の賊主である吉弥侯部井出麻呂ら大少男女13人を伊豆国に配流した。〔類聚国史〕
- 824年〈天長元年〉10月13日 - 常陸国の俘囚である公子部八代麻呂（吉弥侯部）ら21人が課役に従うことを請願したので、これを許した。〔類聚国史〕
- 828年〈天長5年〉
  - 閏3月10日 - 豊前国の俘囚である吉弥侯部衣良由が百姓360人に酒食を送った。豊後国の俘囚である吉弥侯部良佐閇は稲964束を送って百姓327人を助けた。衣良由を少初位下に叙し、良佐閇を従六位上に叙した。〔類聚国史〕
  - 7月13日 - 肥前国の人で白丁の吉弥侯部奥家を少初位上に叙した。奥家は既に皇風に馴染み、教令に従い、平民と同じ志を持ち、公役に従事し、官舎および池溝道橋等の修造を行い、怠ることが無かった。これに加え、国司が入部する日には礼をもって送迎を行い、進退に過ちが無く、野心を既に忘れており、その善行は嘉ばしいことである。〔類聚国史〕
- 829年〈天長6年〉
  - 6月28日 - 俘囚である勲十二等の吉弥侯部長子は、父母と共に皇化に帰順し、尾張国に移配された。野心は聞こえず、孝行は顕著である。特に三階に叙し、倫輩の勧めとした。〔類聚国史〕
  - 7月19日 - 越中国の俘囚である勲八等吉弥侯部江岐麻呂を従八位上に叙した。江岐麻呂は皇化に馴染んで帰順し、志を良民と同じくし、倫理と礼儀を行うよう教喩した。そこで文位に叙し勧励とした。
- 831年〈天長8年〉
  - 2月9日 - 甲斐国の俘囚である吉弥侯部三気麻呂、同じく草手子の2家を、駿河国に附貫した。魚塩の便のためである。〔類聚国史〕
  - 4月26日 - 勲五等吉弥侯部塩子雄を外従五位下に叙した。〔類聚国史〕
  - 11月5日 - 安芸国の俘囚長である吉弥侯部佐津比古を外従八位下に叙し、俘囚である吉弥侯部軍麻呂を外少初位下に叙した。華風に馴化し、その教喩が時節に適ったものであったからである。〔類聚国史〕
- 832年〈天長9年〉12月20日 - 伊予国の俘囚である吉弥侯部於止利ら男女5人を阿波国に移配した。情願を受け入れたものである。

### 続日本後紀
- 835年〈承和2年〉2月4日 - 俘囚である勳五等吉弥侯宇加奴、勳五等吉弥侯志波宇志、勳五等吉弥侯億可太らに物部斯波連の姓を賜った。
- 836年〈承和3年〉3月25日 - 山城国の人で式部大録の秦宿祢氏継の本居貫附を四條三坊に改めた。陸奧俘因の外從八位上勳五等吉弥侯部於加保、勳九等伴部子羊らに外従五位下を授けた。勳功足勒によるものである。
- 837年〈承和4年〉3月13日 - 遣唐使が朝廷に拝殿した。豊後国の人で外從五位下の吉弥侯龍麻呂に貞道連の姓を賜った。内舎人正六位上和朝臣豊永に従五位下を授けた。
- 838年〈承和5年〉1月26日 - 勳五等吉弥侯部東人麻呂、同じく玉岐に外従五位下を授けた。反逆者の類に従わず、久しく勲功を重ねたことによるものである。
- 844年〈承和11年〉7月3日 - 出羽国最上郡の人で外從八位上勳七等の伴部道成、男で外少初位上勳九等の継益、白丁の吉継、秀益、継守、同じく勳九等の福尊ら7人に吉弥侯の姓を賜った。

### 文徳天皇実録
- 852年〈仁寿2年〉閏8月18日 - 勳五等吉弥侯部呰に外従五位下を授けた。

### 日本三代実録
- 859年〈貞観元年〉8月25日 - 出雲国の俘囚である正六位上吉弥侯黄海を従五位下に叙した。
- 862年〈貞観4年〉5月10日 - 右京の人で左弁官史生の従六位下於公浦雄、弟の菅雄、主雄ら3人に滋世宿称の姓を与えた。常陸国久慈郡の人である丸子部妋人、茨城郡の俘囚である吉美侯酒田麻呂らを進位三階とした。父母への孝行によるものである。
- 863年〈貞観5年〉12月16日 - 陸奥国磐瀬郡の人で正六位上勳九等の吉弥侯部豊野が陸奧磐瀬臣の姓を賜った。天津彦根命の後裔だからである。
- 870年〈貞観12年〉3月29日 - 従五位下対馬守兼肥前権介である小野朝臣春風が奏上して言った。「故従五位上小野朝臣石雄の家の羊革甲一領、牛革甲一領が陸奧国にあります。去る弘仁4年に賊首である吉弥侯部止彼須可牟多知らが叛いて乱となった時、石雄は彼の甲を着て残賊を討ち平らげ、その後、兄の春枝がこれを献上しました。望わくば、羊の革の甲を以って警吏に当たり、帰郷の日に全うして官に献上することを望みます」と。詔をもってこれを許可した。牛の革の甲は陸奧権守小野朝臣春枝が給わった。
- 877年〈元慶元年〉3月23日 - 陸奧国の人で外正六位上勳五等の吉弥侯部真保に外従五位下を授けた。